# Franz (Familienname)
Franz ist ein Familienname.

## Namensträger

### A
- Adolf Franz (Kommunist) (1901–1943), deutscher Kommunist und Politinstrukteur (1935 Emigration in die Sowjetunion)
- Adolph Franz (1842–1916), deutscher Theologe, Redakteur und Politiker (Zentrum)
- Aenne Franz (1923–2023), deutsche Mundartdichterin
- Agnes Franz (1794–1843), deutsche Schriftstellerin
- Aisha Franz (* 1984), deutsche Comiczeichnerin und Illustratorin
- Albert Franz (1947–2021), deutscher Theologe und Philosoph
- Alexander Franz, deutscher Filmregisseur
- Alfred Franz (Politiker) (1878–nach 1926), deutscher Politiker (SPD), MdL Sachsen
- Alfred Franz (Bibliothekar) (1911–1981), deutscher Bibliothekar
- Alice Franz (1912–2011), deutsche Schauspielerin und Synchronsprecherin
- Ana Roxana Franz (* 1990), österreichische Kanutin, siehe Ana Roxana Lehaci
- Andreas Franz (Fußballspieler) (1897–1970), deutscher Fußballspieler
- Andreas Franz (Schriftsteller) (1954–2011), deutscher Schriftsteller
- Andreas Franz (Fußballspieler, 1962) (* 1962), deutscher Fußballspieler
- Andreas Müller-Franz (1944–1993), Schweizer Fotograf
- Anna Franz (* 1953), österreichische Politikerin
- Anselm Franz (Luftfahrtpionier) (1900–1994), österreichischer Luftfahrtpionier
- Ansgar Franz (* 1959), deutscher Theologe
- Anton Franz (1887–1962), deutscher Kommunalpolitiker (CSU)
- Arno Franz (eigentlich Franz Arno Kalklösch; 1880–1930), deutscher Verleger und Schriftsteller
- Arthur Franz (Romanist) (1881–1963), deutscher Romanist
- Arthur Franz (Schauspieler) (1920–2006), US-amerikanischer Schauspieler
- August Franz, deutscher Politiker, MdL Bayern

### B
- Benjamin Franz (* 1971), deutscher Apnoetaucher

### C
- Carl Franz (Admiral) (1855–1919), deutscher Konteradmiral
- Carl Franz (Mediziner) (1870–1946), deutscher Mediziner, Generaloberstabsarzt und Heeres-Sanitätsinspekteur
- Chlodwig Franz (* 1944), österreichischer Agrarwissenschaftler, Botaniker und Hochschullehrer
- Christian Franz (Radiomoderator) (* 1967), deutscher Radiomoderator
- Christian Franz (Sänger) (* 1968), deutscher Opernsänger (Heldentenor)
- Christian Franz (Eishockeyspieler) (* 1979), deutscher Eishockeyspieler
- Christian Franz-Pohlmann (* 1980), deutscher Fußballtrainer
- Christoph Franz (* 1960), deutsch-schweizerischer Manager
- Claudius Franz (* 1982), deutscher Schauspieler
- Cornelia Franz (* 1956), deutsche Autorin

### D
- David Franz (* 1992), österreichischer Eishockeyspieler
- Dennis Franz (* 1944), US-amerikanischer Schauspieler
- Dieter Franz (* 1952), deutscher Politiker (SPD)

### E
- Eberhard Franz (1935–2025), deutscher Fußballspieler
- Eckhart G. Franz (1931–2015), deutscher Historiker und Archivar
- Edeltraut Franz (* 1941), rumänische Handballspielerin
- Eduard Franz (1902–1983), US-amerikanischer Schauspieler
- Elizabeth Franz (* 1941), US-amerikanische Schauspielerin
- Ellen Franz (1839–1923), deutsche Pianistin
- Emil Karl Friedrich Franz (1808–1875), deutscher Theaterschauspieler
- Erhard Franz (1938–2021), deutscher Ethnologe und Orientalist
- Erich Franz (Schauspieler) (1903–1961), deutscher Schauspieler
- Erich Franz (Politiker) (* 1919), deutscher Politiker (NDPD)
- Erich Franz (Kunsthistoriker) (* 1944), deutscher Kunsthistoriker
- Ernst Franz (1894–1915), deutscher Radrennfahrer
- Erwin Franz (1924–1996), Schweizer Innenarchitekt und Politiker
- Ettore Roesler Franz (1845–1907), italienischer Maler deutscher Abstammung
- Eugen Franz (Politiker) (1881–1937), deutscher Politiker
- Eugen Franz (Jurist) (1905–??), deutscher Jurist
- Eugen Franz (Fußballspieler), deutscher Fußballspieler

### F
- Franziska Franz (* 1961), deutsche Krimiautorin
- Felicitas Franz (* 1986), deutsche Schauspielerin
- Felix Franz (* 1993), deutscher Leichtathlet
- Frank Franz (* 1978), deutscher Politiker (Die Heimat)
- Frederick William Franz (1893–1992), US-amerikanischer Zeuge Jehovas
- Friedrich Franz (Fotograf) (1796–1860), böhmisch-österreichischer Fotograf
- Friedrich von Franz (General) (1802–1876), österreichischer Generalmajor
- Friedrich Franz (Politiker, 1804) (1804–1864), deutscher Politiker, Bürgermeister von Iserlohn
- Friedrich von Franz (Politiker) (1886–1945), österreichisch-deutscher Politiker (NSDAP), Oberbürgermeister von Klagenfurt
- Friedrich Franz (Metallurg) (1889–1969), deutscher Ingenieur
- Friedrich Franz (Pfarrer) (1898–1970), deutscher Pfarrer
- Friedrich Franz (Politiker, 1910) (1910–1978), deutscher Politiker (FDP), MdBB
- Fritz Franz (1924–1995), deutscher Jurist

### G
- Georg Franz (Politiker) (1899–1953), österreichischer Politiker (ÖVP), Abgeordneter zum Nationalrat
- Georg Franz (Eishockeyspieler) (* 1965), deutscher Eishockeyspieler und -trainer
- Georg Franz-Willing (1915–2008), deutscher Historiker
- Gerhard Franz (Generalmajor) (1902–1975), deutscher Generalmajor
- Gerhard Franz (Apotheker) (* 1937), deutscher Pharmazeut und Hochschullehrer
- Gerhard Franz (Fußballspieler) (* 1948), österreichischer Fußballspieler
- Gerhard Franz (Journalist) (1950–2013), deutscher Journalist und Autor
- Gottfried Franz (1803–1873), österreichischer Pfarrer
- Gotthard Franz (1904–1991), deutscher Bauingenieur und Hochschullehrer
- Günter Franz (* 1946), deutscher Fotograf
- Gunther Franz (* 1942), deutscher Theologe, Historiker und Bibliothekar
- Günther Franz (Architekt, 1889) (1889–1943), deutscher Architekt
- Günther Franz (1902–1992), deutscher Historiker
- Günther Franz (Architekt, 1947) (* 1947), deutscher Architekt, 1987–2007 Präsident der Architektenkammer Rheinland-Pfalz
- Gustav Moritz Franz (1816–1899), deutscher Theologe

### H
- Hans Franz (* 1951), deutscher Fußballspieler und -trainer
- Heiner Franz (* 1946), deutscher Jazzmusiker und Musikproduzent
- Heinrich Franz (1871–1942), deutscher Maler, Grafiker und Holzschneider
- Heinrich Gerhard Franz (1916–2006), deutscher Kunsthistoriker
- Helga Franz (* 1961), deutsche Künstlerin (Installation, Malerei, Konzept) und Fotografin
- Helmut Franz (1911–2002), deutscher Chorleiter und Hochschullehrer
- Herbert Franz (Agraringenieur) (1908–2002), österreichischer Biologe, Agraringenieur und Hochschullehrer für Geologie und Bodenkunde
- Herbert Franz (Jurist) (1912–2001), österreichischer Jurist
- Herbert Franz (* 1936), deutscher Politiker (SPD)
- Hermann Franz (Wanderlehrer) (1841–1908), deutscher Wanderlehrer
- Hermann Franz (Dichter) (1877–1953), deutscher Mundartdichter und Märchenautor
- Hermann Franz (SS-Mitglied) (1891–1969), deutscher Polizist, SS-Brigadeführer und Generalmajor der Polizei
- Hermann Franz (Ministerialdirektor) (1885–1957), deutscher Beamter
- Hermann Franz (Manager) (1928–2016), deutscher Manager
- Hildegard Franz (1921–2013), Überlebende des Porajmos
- Horst Franz (MfS-Mitarbeiter) (1933–2018), deutscher Oberst des Ministeriums für Staatssicherheit
- Horst Franz (Fußballtrainer) (* 1940), deutscher Fußballtrainer

### I
- Ignaz Franz (1719–1790), deutscher Priester, Theologe und Kirchenlieddichter

### J
- Janz Franz (1946–2017), österreichischer Künstler
- Jessica Franz (* 1978), deutsche Schauspielerin, Autorin und Produzentin
- Joachim Franz (* 1960), deutscher Extremsportler und AIDS-Aktivist
- Johann Christian Franz (1762–1812), deutscher Sänger und Schauspieler
- Johann Georg Friedrich Franz (1737–1789), deutscher Mediziner und Schriftsteller
- Johann Michael Franz (Geograph) (1700–1761), deutscher Geograph
- Johann Michael Franz (Maler) (1715–1793), deutscher Maler
- Johannes Franz (1804–1851), deutscher Philologe
- Johann Heinrich Franz (1813–1862), deutscher Notar und Politiker
- John Baptist Franz (1896–1992), US-amerikanischer Geistlicher, Bischof von Peoria
- John E. Franz (* 1929), US-amerikanischer Chemiker
- Jolande Franz (1927–2015), deutsche Theaterschauspielerin
- Josef Franz (1868–1921), österreichischer Jesuit und Pädagoge
- Joseph Franz (1704–1776), österreichischer Ordensgeistlicher und Naturwissenschaftler
- Jost Franz (Jost Martin Franz; 1915–1994), deutscher Entomologe, Ornithologe und Ökologe
- Julius Franz (Bildhauer) (1824–1887), deutscher Bildhauer
- Julius Franz (Architekt) (1831–1915), deutscher Architekt
- Julius Franz (Astronom) (1847–1913), deutscher Astronom
- Julius Franz (Politiker) (1881–1938), deutscher Gewerkschafter und Politiker (SPD)
- Julius Franz (Eishockeyspieler) (* 1991), österreichischer Eishockeyspieler

### K
- Karl Franz (Musiker, 1738) (1738–1802), polnisch-deutscher Musiker
- Karl Franz (Musiker, 1843) (1843–1899), deutscher Organist und Philanthrop
- Karl Franz (Politiker, 1844) (1844–1912), deutscher Unternehmer und Politiker (NLP), MdL Baden
- Karl Franz (Mediziner) (1870–1926), deutscher Gynäkologe
- Karl Franz (Politiker, 1881) (1881–1967), deutscher Politiker (SPD), MdR
- Karl Franz (Fußballspieler) (1892–1914), deutscher Fußballspieler
- Klaus Franz (Architekt) (1923–1999), deutscher Architekt und Hochschullehrer
- Klaus Franz (Gewerkschaftsfunktionär) (* 1952), deutscher Gewerkschaftsfunktionär
- Klaus Franz (Politiker) (* 1953), deutscher Verbandsfunktionär und Politiker (CDU)
- Klemens Franz (* 1979), österreichischer Illustrator
- Konrad Franz (* 1954), deutscher Bildhauer
- Konstantin Schulze-Franz (1896–1974), deutscher Maler
- Kurt Franz (SS-Mitglied) (1914–1998), deutscher KZ-Kommandant
- Kurt Franz (Didaktiker) (* 1941), deutscher Didaktiker
- Kurt Franz (Autor) (* 1949), österreichischer Autor

### L
- Leonhard Franz (1895–1974), österreichischer Prähistoriker
- Lily van Angeren-Franz (1924–2011), deutsche Sintizza aus Hildesheim
- Loni Franz (1905–1987), deutsche Jugendpflegerin
- Ludwig Franz (1922–1990), deutscher Politiker (CSU)
- Ludwig Franz (Kameramann) (* 1966), deutscher Kameramann

### M
- Maik Franz (* 1981), deutscher Fußballspieler
- Manolito Mario Franz (* 1978), deutscher Sänger
- Marcel Franz (* 1996), deutscher Radsportler
- Marcus Franz (Politiker, 1963), österreichischer Mediziner und Politiker (TS, ÖVP), Abgeordneter zum Nationalrat
- Marcus Franz (Politiker, 1972), österreichischer Politiker (SPÖ), Bezirksvorsteher in Wien-Favoriten
- Maria Franz (* 1981), norwegische Musikerin und Produzentin
- Marie Franz (Schauspielerin) (1836–1857), deutsche Schauspielerin
- Marie-Louise von Franz (1915–1998), Schweizer Altphilologin
- Marie-Luise Franz (* 1939), deutsche Richterin am Bundespatentgericht
- Markus Franz (* 1962), deutscher Journalist, Trainer und Redenschreiber
- Martin Franz (1928–2016), deutscher Maler und Kunstpädagoge
- Mathias Franz-Stavenhagen (* 1953), deutscher Journalist
- Matthias Franz (* 1955), deutscher Mediziner und Hochschullehrer
- Max Franz (* 1989), österreichischer Skirennläufer
- Michael Franz, Künstlername von Sal Borgese (* 1937), italienischer Schauspieler und Stuntman
- Michael Franz (Philosoph) (* 1937), deutscher Philosoph und Lyriker
- Michael Franz (Theologe) (1947–2023), deutscher Theologe und Philosoph
- Michael Franz (Badminton) (* um 1957), deutscher Badmintonspieler
- Michael Franz (Künstler) (* 1974), deutscher Künstler

### N
- Nele Franz (* 1999), deutsche Handballspielerin
- Norbert Franz (Slawist) (* 1951), deutscher Slawist
- Norbert Franz (Historiker) (* 1954), deutscher Historiker
- Norman Volker Franz (* 1970), deutscher Krimineller

### O
- Otmar Franz (* 1935), deutscher Manager und Politiker
- Otto Franz, Pseudonym von Otto Franz Gensichen (1847–1933), deutscher Schriftsteller, Dramatiker und Publizist
- Otto Franz (Politiker) (Otto Johann Franz; 1871–nach 1924), deutscher Politiker (SPD), MdHB
- Otto von Franz (1871–1930), österreichischer Diplomat
- Otto Franz (Zoologe), deutscher Zoologe
- Otto Franz (Astronom) (Otto Gustav Franz; * 1931), US-amerikanischer Astronom
- Otto Damasius Franz (1871–1963), deutscher Maler und Zeichner
- Ove Franz (1936–2015), deutscher Politiker (CDU)

### P
- Paul Franz (Politiker) (1891–1945), deutscher Politiker (SPD)
- Paul Franz, eigentlich François Gauthier (1876–1950), französischer Opernsänger (Heldentenor)
- Paul Franz, Pseudonym des Schriftstellers Paul Bang (1879–1945), Reichstagsabgeordneter der DNVP, Staatssekretär im Reichswirtschaftsministerium
- Pawel Jakowlewitsch Franz (* 1968), russischer Bandyspieler
- Peter Franz (Autor) (* 1941), deutscher Autor, suspendierter Pfarrer und Stasi-IM
- Peter Franz (Politiker) (* 1967), deutscher Politiker (CDU), Landtagsabgeordneter in Hessen
- Peter Franz (Tischtennisspieler) (* 1971), deutscher Tischtennisspieler
- Philomena Franz (1922–2022), deutsche Sintizza, Autorin, Auschwitz-Überlebende, Zeitzeugin

### R
- Ralf Albert Franz (* 1969), deutscher Kirchenmusiker und Komponist
- Raymond Victor Franz (1922–2010), US-amerikanischer Autor
- Reinhard Franz (1934–2015), deutscher Fußballspieler
- Reinhold Franz (Altphilologe) (1863–nach 1942), deutscher Altphilologe und Lehrer
- Reinhold Franz (Politiker) (* 1922), deutscher Politiker (DBD)
- Renate Franz (* 1954), deutsche Journalistin
- Robert Franz (1815–1892), deutscher Komponist
- Romeo Franz (* 1966), deutscher Musiker und Politiker (Bündnis 90/Die Grünen)
- Rudolf von Franz (1842–1909), österreichischer Journalist und Jurist
- Rudolf Franz (Germanist) (1852–1917), deutscher Germanist
- Rudolf Franz (Literaturkritiker) (1882–1956), deutscher Literatur- und Theaterkritiker
- Rudolf Franz (Politiker, I), deutscher Politiker (SPD), MdHB
- Rudolf Franz (Politiker, 1934) (1934–1998), deutscher Politiker (CDU), MdA Berlin
- Rudolf Franz (Radsportler) (1937–2016), deutscher Radsportler
- Rudolph Franz (1826–1902), deutscher Physiker
- Rupert Franz (1882–1960), österreichischer Gynäkologe

### S
- Sabine Franz (* 1980), österreichische Badmintonspielerin
- Shenia Franz (* 1992), deutsche Handballspielerin
- Siegfried Franz (1913–1998), deutscher Filmkomponist
- Siegfried Franz (Fußballspieler) (1944–2019), deutscher Fußballspieler
- Silke Franz (* 1982), deutsche Schauspielerin
- Stefan Franz (* 1966), deutscher Schauspieler

### T
- Thomas Franz (1563–1614), deutscher Rechtswissenschaftler, siehe Thomas Franzius
- Thomas Franz (General) (* 1953), deutscher Generalmajor
- Thomas Franz (Theologe) (* 1962), deutscher Theologe
- Thomas Franz (Rennfahrer) (* 1963), deutscher Motorradrennfahrer
- Thomas Franz (Schauspieler) (* 1964), deutscher Schauspieler
- Thomas Franz (Skirennläufer) (* 1980), österreichischer Skirennläufer
- Thomas Franz (Szenenbildner), deutscher Szenenbildner
- Thomas B. Franz (* 1986), deutscher Schauspieler, Sänger, Musicaldarsteller, Sprecher, Coach und Autor
- Thorsten Franz (* 1967), deutscher Rechtswissenschaftler und Hochschullehrer
- Tom Franz (Thomas Franz; * 1973), deutscher Fernsehkoch
- Toni Franz (* 1983), deutscher Schwimmer

### U
- Uli Franz (* 1949), deutscher Journalist und Autor
- Ulrich Franz, deutscher Meteorologe
- Uta Franz (1935–2012), österreichische Schauspielerin

### V
- Veronika Franz (* 1965), österreichische Drehbuchautorin und Filmregisseurin
- Victor Julius Franz (1883–1950), deutscher Zoologe
- Viktor Franz (1882–1943), österreichischer Schauspieler bei Bühne und Film und ein Theaterregisseur
- Vladimír Franz (* 1959), tschechischer Komponist und Maler
- Volkhard Franz (* 1954), deutscher Bauingenieur und Baumanager

### W
- Walter Franz (Philologe) (1893–1958), deutscher Philologe und Landeshistoriker
- Walter Franz (Physiker) (1911–1992), deutscher Physiker
- Walther Franz (1880–1956), deutscher Vizeadmiral
- Werner Franz, Geburtsname von Werner Hollmann (Schauspieler) (1882–1933), deutscher Schauspieler
- Werner Franz (Kapellmeister) (1903–??), deutscher Kapellmeister
- Werner Franz (1922–2014), deutscher Überlebender der Hindenburg-Katastrophe, siehe LZ 129#Überlebende
- Werner Franz (Sänger) (* 1930), deutscher Sänger (Bass)
- Werner Franz (* 1972), österreichischer Skirennläufer
- Wilhelm Franz (Politiker) (1804–1871), deutscher Amtsrat, Gutspächter und Politiker (FKV)
- Wilhelm Franz (Anglist) (1859–1943), deutscher Anglist und Hochschullehrer
- Wilhelm Franz (Architekt) (1864–1948), deutscher Architekt
- Wilhelm Franz (Parteifunktionär) (1909–1933), deutscher Kaufmann und Parteifunktionär (KPD)
- Wilhelm Franz (Unternehmer) (1913–1971), deutscher Elektroingenieur und Unternehmer
- Willi Franz (SS-Mitglied) (1910–nach 1944), deutscher SS-Obersturmführer
- Wolfgang Franz (Theologe) (1564–1628), deutscher lutherischer Theologe
- Wolfgang Franz (Mathematiker) (1905–1996), deutscher Mathematiker
- Wolfgang Franz (Volkswirt) (* 1944), deutscher Volkswirt
- Wolfgang Franz (Politiker) (* 1945), deutscher Politiker (SPD)
- Wolfgang Franz (Mediziner) (* 1958), deutscher Chirurg und Sportmediziner
- Wolfgang-Michael Franz (* 1959), deutscher Kardiologe